# 로봇

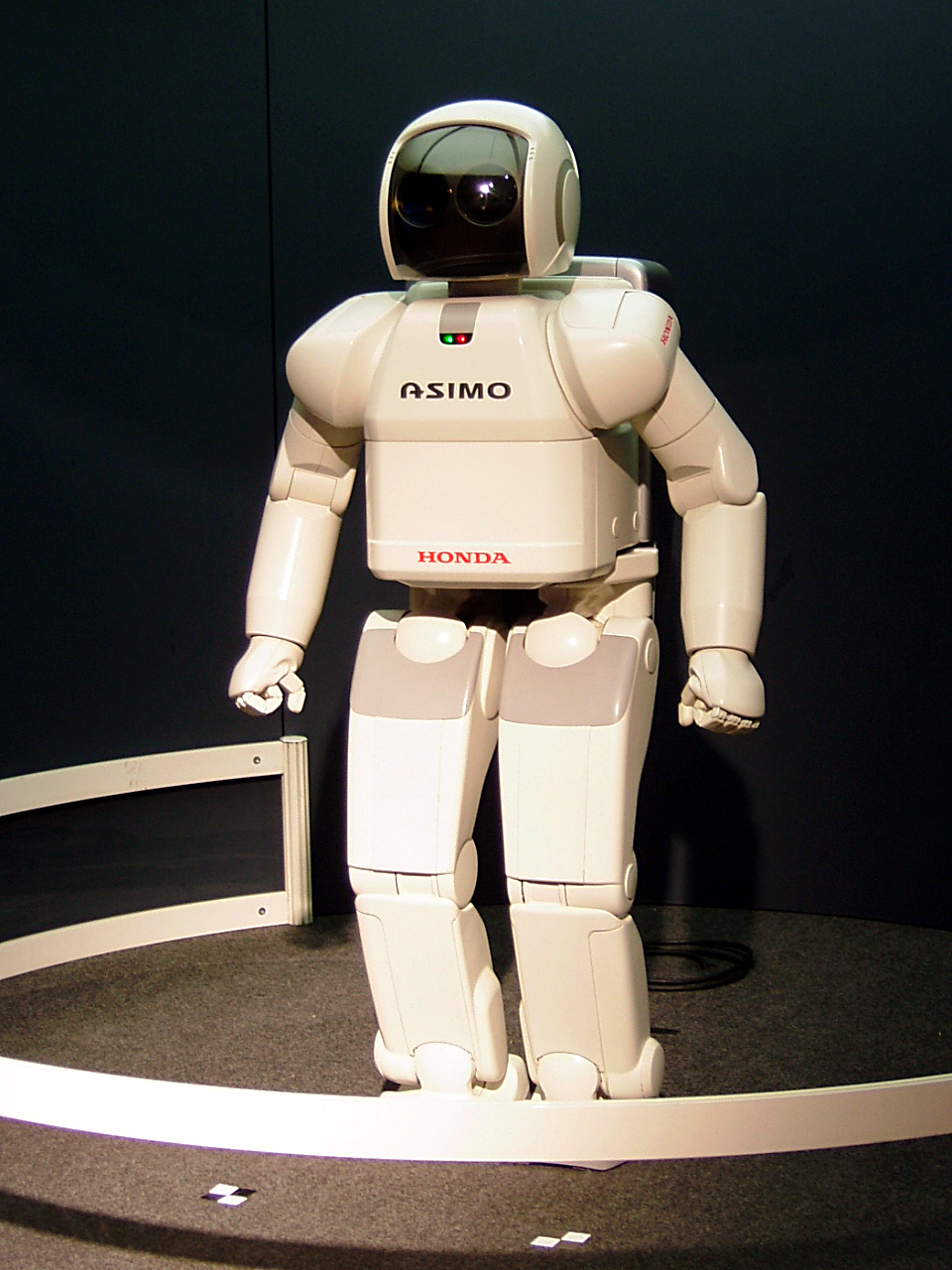
일본의 아시모.

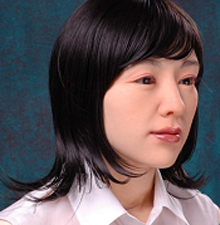
대한민국의 EveR-2.

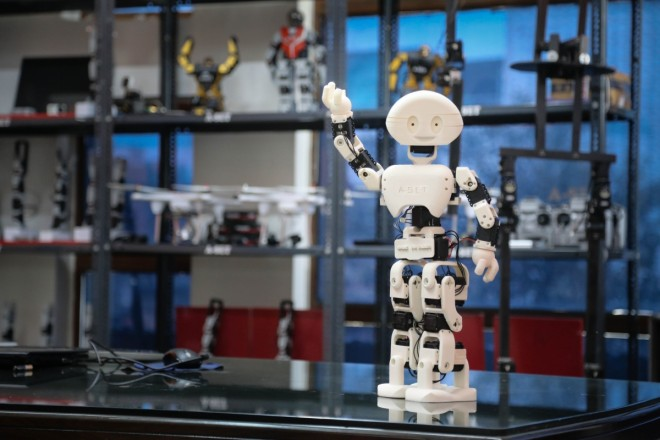
인도의 첫 번째 인류형 로봇, 마나브.

로봇(문화어: 로보트, 영어: robot)은 다양한 작업을 자동으로 수행하도록 프로그래밍된 기계장치다. 프로그램으로 작동하고(programmable), 사람이 직접 수행할 수 없는 어렵고 복잡하며 위험한 일련의 작업들(complex series of actions)을 사람 대신 실행하는 기계적 장치다. 자동차 생산 라인 등 제조공장에서 조립, 용접, 핸들링(handling) 등을 수행하는 자동화된 로봇을 산업용 로봇이라 하고, 환경을 인식해 스스로 판단하는 기능을 가진 로봇을 '지능형 로봇'이라 부른다. 학교 등의 급식실에서 사람 대신 조리 업무를 수행하는 푸드테크 로봇(급식로봇)도 있다. 사람과 닮은 모습을 한 로봇을 '안드로이드'라 부른다. 다른 뜻은 형태가 있으며, 자신이 생각할 수 있는 능력을 가진 기계라고도 한다. 인공의 동력을 사용하는 로봇은 사람 대신 또는 사람과 함께 일을 한다. 통상 로봇은 제작자가 계획한 일을 하도록 설계된다. '로봇'이란 용어는 체코슬로바키아의 극작가 카렐 차페크(Karel Čapek)가 1920년에 발표한 희곡 "R.U.R"에 쓴 것이 퍼져 일반적으로 사용되게 되었다. 또한 로봇의 어원은 체코어로 "노동", "노예", "힘들고 단조로운 일"을 의미하는 robota이다.
우리가 아는 장난감 로봇은 사실 로봇이 아니라 장난감이다. 기계적(mechanical)이고 인간과 상호작용(interactive)을 하기도 하지만 실용적인 목적보다 엔터테인먼트용으로 쓰이고 수동으로 움직이기 때문이다.

## 어원 및 정의

### 어원
Robot이라는 말은 1920년 체코슬로바키아의 극작가 카렐 차페크(Karel Čapek)의 희곡 R.U.R.(Rosuum' s Universal Robots)에서 처음 사용되었다. 로봇의 어원은 체코어의 노동을 의미하는 단어 'robota'라고 알려져 있다. 차페크는 R.U.R.에서 모든 작업능력이 인간과 동등하거나 그 이상이면서 인간적 “감정”이나 “혼”을 가지고 있지 않은 로봇이라고 불리는 인조인간을 등장시키고 있다. 로봇은 언젠가 쇠조각으로 변하여 반항하는 정신을 발달시킴으로써 자신들의 창조주인 인간을 전부 죽여 버린다고 하는 비극을 인상적으로 나타내고 있다.
로보틱스(Robotics)라는 말은 로봇의 활용과 로봇 공학을 의미한다. 이 말은 미국 과학자이면서 작가인 아이작 아시모프(Issac Asimov)가 1942년에 발간한 단편 런어라운드(Runaround)에서 최초로 등장하였다.

### 정의
명사로서 로봇(robot)은 다음의 의미를 지닌다.
1. 『기계』 인간과 유사한 형태를 가지고 걷기도 하고 말도 하는 기계 장치.
2. 『기계』 어떤 작업이나 조작을 자동적으로 하는 기계 장치.
3. 남의 지시대로 움직이는 사람을 비유적으로 이르는 말.

#### 카렐 차페크
일할 수 있는 능력은 있어도 생각할 수 있는 능력이 없는 인간을 닮은 것.

### 역사
- 1921년 체코의 극작가 카렐 차페크가 자신의 형 요세프 차페크의 아이디어를 소설 'R.U.R', <로숨의 유니버설 로봇>에서 사용 처음 '로봇'이란 용어가 등장
- 1959년 Unimate사에서 Joseph Engelber 등에 의해 최초의 산업용 로봇 개발
- 1974년 신시내티사에서 최초의 컴퓨터로 제어되는 산업용 로봇 T3개발
- 1979년 일본의 야마나시 대학교에서 SCARA(Selective Compliance Assembly Robot Arm)로봇 개발
- 1997년 일본의 혼다에서 최초로 계단을 오르는 인간형 로봇 P2(아시모의 전신) 발표
- 1999년 일본 소니에서 최초의 애완로봇 AIBO(Artificial Intelligence Robot) 출시
- 2003년 미국 NASA에서 이동로봇 '스피릿'이 화성에서 탐사활동
- 2006년 미국 보스턴 다이내믹스사의 빅 독 개발

## 로봇의 3원칙
아이작 아시모프가 1950년 발간한 소설인 'I'Robot'에서 제안된 로봇의 행동에 관한 3가지 원칙이다.
- 제1법칙:로봇은 인간에게 해를 끼쳐서는 안 되며, 위험에 처해 있는 인간을 방관해서도 안 된다.
- 제2법칙:로봇은 인간이 내리는 명령들에 복종해야만 하며, 단 이러한 명령들이 첫 번째 법칙에 위배될 때에는 예외로 한다.
- 제3법칙:로봇은 자기 자신을 보호해야만 한다. 단, 제1법칙과 제2법칙을 위배하는 경우는 예외다.

군사용 로봇이 공격의 기능을 갖출 경우, 첫 번째 원칙에 위배되게 된다. 하지만 3원칙만 듣게되면 만약 예시로 로봇에게 지구에 있는 나무를 다 없애주라고 할 때 나무를 없애는 것이기 때문에 실행을 할 수가 있어 인간에게 위험할 수 있다. 그래서 몇몇 사람들은 이를 바꾸려고 한다.

## 로봇의 이용
그동안 인간이 해 오던 많은 일들을 지금은 로봇이 대신하고 있다. 산업 현장에는 단조로운 반복 작업이나 따분한 작업, 불쾌한 작업들이 많은데, 이와 같은 작업은 특히 로봇에게 맡기기에 적합하다. 조립 공장에서 리벳 박는 일, 용접, 자동차 차체를 칠하는 일 등은 그 좋은 예이다. 이런 종류의 작업은 로봇 쪽이 인간보다 더 잘 해낼 수 있다. 왜냐하면 로봇은 언제나 일정한 수준의 정밀도와 정확도로 작업을 계속할 수 있으며, 결코 지칠 줄 모르기 때문이다. 따라서 제품의 품질은 항상 일정하며 게다가 휴식을 취할 필요가 없기 때문에 많은 양의 제품을 만들 수 있다.
또한 로봇은 위험한 작업을 대신할 수가 있다. 방호복을 입지 않고 원자력 공장에서 방사성 물질을 취급하거나, 유독 화학 물질을 취급할 수가 있으며, 인간에게는 너무 덥거나 추운 환경에서도 일할 수가 있다. 인간의 생명이 위험에 노출될 수 있는 곳에서도 로봇을 사용할 수 있다. 예를 들면 폭발물을 수색하거나 폭탄의 뇌관을 제거하는 일, 그리고 우주 공간에서의 작업도 그중의 하나이다.
로봇은 우주 공간에서의 작업에 특히 이상적이다. 지구를 돌고 있는 인공위성을 수리하거나 유지하는 데 사용되기도 하고, 보이저호와 같이 탐사와 발견을 목적으로 먼 천체까지 비행하는 데도 로봇이 사용된다.
한편 가정에서도 점점 많은 로봇이 가사를 돕기 위해 사용되고 있다. 그리고 육체적인 장애를 가진 사람들을 돌보는 일에도 많이 이용될 것으로 기대된다. 로봇 간호보조자는 장애자나 노령으로 인해 체력이 약해진 사람들이 가족들에게서 독립하여 혼자서도 살 수 있도록 해주며, 병원에 입원하지 않아도 될 수 있도록 도와 주게 될 것이다.
로봇이 사용되는 분야의 예를 들면 다음과 같다.

### 산업 및 의료용

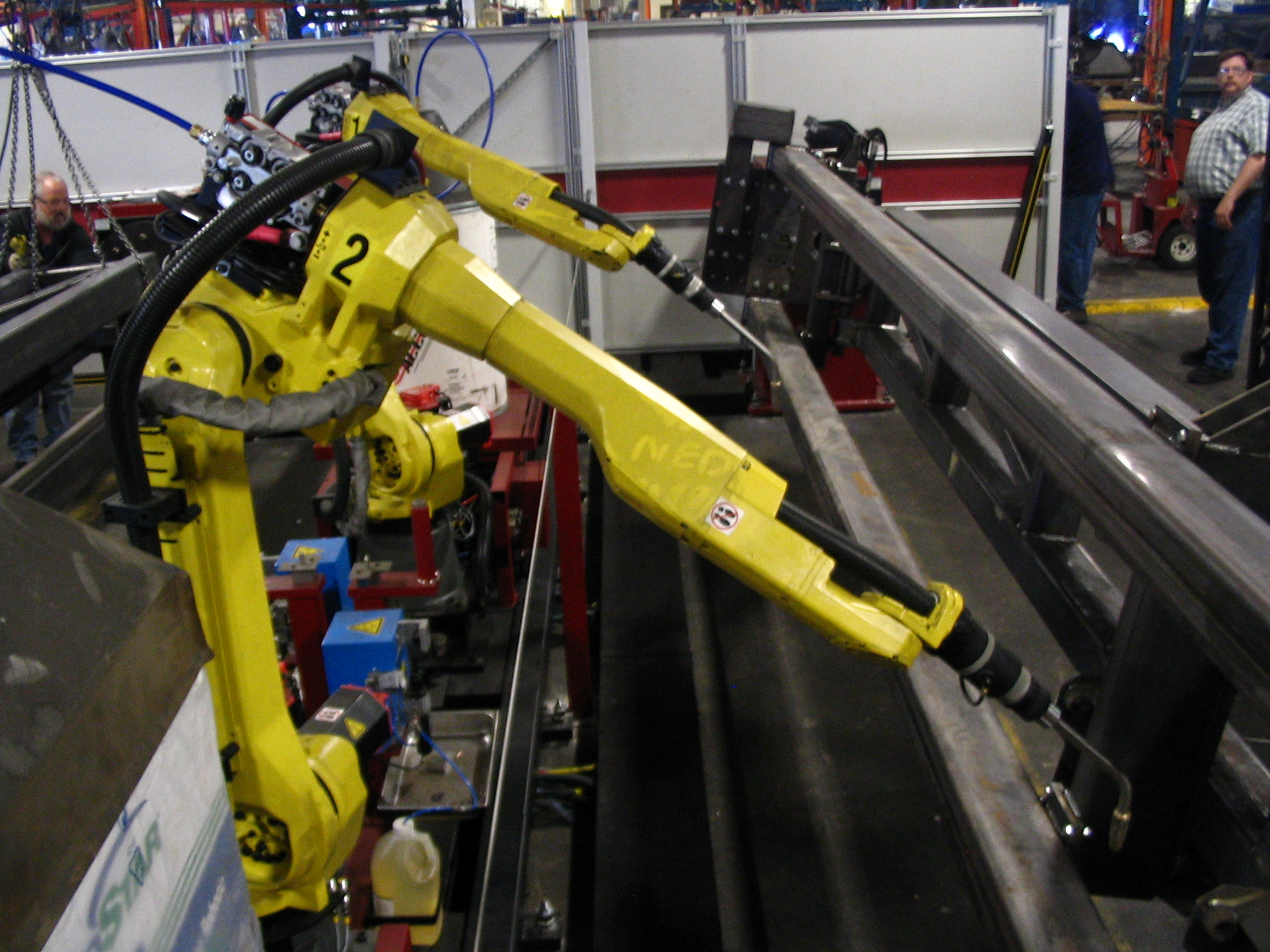
산업 현장에서 쓰이는 관절형 로봇

주로 힘이나 정밀도를 요하는 작업 담당
- 자동차 조립
- 전자제품 조립
- 자동 운반 로봇
- 수술 보조 로봇
- 배달 로봇[1]
- 서빙 로봇

#### 수치 제어 공작 기계
공장에서 제품을 생산할 때 컴퓨터를 이용하면, 제품의 생산 계획이나 설계·제조·보관·출고에 이르기까지 거의 모든 일을 처리할 수 있다. 기계 공업에서 가장 많이 사용하는 공작 기계는 금속 등을 가공할 때 사용된다. 과거에는 이 기계를 사용하기 위해 고도의 숙련된 기술이 필요했다. 그러나 최근에는 수치 제어 공작 기계가 개발되어 기술이 없어도 금속을 가공할 수 있게 되었다. 수치 제어 공작 기계는 가공하는 작업의 순서와 내용을 수치 정보로 만들어 기계에 입력시키면 기계가 자동적으로 가공 작업을 하는 것이다. 이 수치 제어 공작 기계와 자료의 입력 관리를 맡는 컴퓨터가 결합하여 만들어진 것이 컴퓨터 수치 제어 공작 기계이다. 이 수치 제어 기계에서 더 발전하여 복잡한 가공을 할 수 있도록 만든 장치가 공작 로봇이다.

### 가정용
주로 인내심을 요하는 작업 담당
- 로봇 청소기
- 애완용 로봇
- 간병 로봇
- 세탁 로봇

### 군사 및 탐사용
주로 위험한 환경에서의 작업 담당
- 우주탐사선
- 무인 정찰기
- 폭발물 제거 로봇
- 해저탐사선
- 바다 탐사 로봇

## 각국의 로봇

### 미국
미국에서는 로봇이 생활에 도움을 주는 기계라기보다 앞으로 인류를 위협할지도 모른다는 생각이 있어서 주로 터미네이터 등 영화에서 로봇이 인류를 위협하는 존재로 나와 있다. 또 무인 조종 비행기 등 군사에서 쓰는 군사 로봇이 가장 잘 발달되어 있다.
2015년, 미국의 로봇 제조사인 한슨 로보틱스(Hanson Robotics)에서 일상을 위한 최신 인공지능 로봇 , '(Han)'을 공개하였다. 한은 사람과 대화를 할 수 있는 건 물론, 사람의 표정, 성, 나이 등을 캐치할 수 있다. 한의 가장 놀라운 점은 인간같은 표정을 지을 수 있다는 것이다.

### 일본
일본 에도 시대에는 자동인형에 해당되는 가라쿠리 인형이 있었으며, 1929년에는 근대기술을 이용한 동양 최초의 로봇인 가쿠텐소쿠를 처음 제작하였다.
2000년대 들어 아시모 등과 같은 휴머노이드형 로봇이나 소니의 AIBO와 같은 애완용 로봇 그리고 산업용 로봇 외에도 인간의 모습에 가까운 로봇 개발에 힘쓰고 있다. 아톰, 건담 같은 로봇 애니메이션이 대중적인 인기를 얻고 있다.

### 중국
중국에서는 로봇을 산업이나 가정에 도움을 주는 기계라보다는 사람이 조종하는 꼭두각시라고 생각한다. 그러나 중국은 미국과 일본, 심지어는 대한민국까지도 로봇공학에 힘을 쏟고 있다는 것을 인식하자 이들에게 뒤떨어지지 않기 위해 2000년에 선행자(先行者)라는 이름의 직립보행형 로봇을 개발하기도 했으나 선행자의 양 다리 사이에 설치된 파이프 모양의 부속으로 인하여 일본에서 '최종중화병기 선행자'라는 애니메이션이 발표되는 등 개그캐릭터로서 폭발적인 인기를 끌기도 했다.
중국에서는 최근 중국 로봇산업의 발전을 위해 많은 노력을 기울이고 있다.

### 한국
조선시대에 물의 힘으로 여러 인형이 작동하는 물시계 자격루와 옥루를 제작한 적이 있으나, 현대적인 개념의 로봇이 들어온 것은 1978년 현대자동차 울산 제2공장에 일본에서 수입한 스풋용접용 로봇이 설치된 것이 처음이다.
1984년 6월 대우중공업 인천연구소에서 다관절형 아크용접 로봇 NOVA-10과 제어장치를 처음 국산화하였으며, 1980년대 후반 LG산전 등의 대기업들이 산업용 로봇을 본격적으로 생산하기 시작하였다. 1988년에는 10여개의 로봇 생산업체가 약 1,200여대의 산업용 로봇을 생산하는 수준까지 성장하였으나, 1997년 IMF 사태를 계기로 빈약한 로봇 관련 내수시장과 기술의 취약 등으로 인해 산업용 로봇을 제품화하는 것은 사실상 중단되었다.
1990년대부터는 로봇청소기를 비롯한 서비스 로봇과 휴머노이드형 로봇이 개발 생산되기 시작하였다. 1997년 한국과학기술연구원(KIST)에서 제작한 '센토'가 비록 반인반마의 형태였으나 한국 최초의 휴머노이드 로봇으로 공개되었으며, 2002년에는 한국과학기술원 (KAIST)에서 'KHR-1'을, 2004년에는 '휴보 (KHR-2)'를 개발했다.
물리적인 움직임 없이 사람과 의사소통하며 감정을 교류하는 소셜 로봇도 있다. 예를 들면, 2015년 5월 글로벌 크라우드 펀딩 사이트인 인디고고(Indiegogo)를 통해 처음으로 세상에 소개된 뮤지오가 있다.

## 같이 보기
- 로켓
- 군사용 로봇
  - iRobot
    - 팩봇(영어판)
- 지능형 로봇
- 로봇공학 (로보틱스)
- 로봇수술
- 사이버네틱스
- 컴퓨터
- 휴보
- 인공지능
- 인공생명
- 휴머노이드
- 액트로이드(영어판)
- 뮤지오
- 하디맨